# Daria Pogorzelec
Daria Pogorzelec, née le 20 juillet 1990, est une judokate polonaise.

## Palmarès

### Jeux olympiques
- Jeux olympiques de 2012 à Londres (Royaume-Uni) :
  - 7e en moins de 78 kg
- Jeux olympiques de 2016 à Rio de Janeiro (Brésil) :
  - 7e en moins de 78 kg

### Championnats d'Europe
- Championnats d'Europe 2010 à Vienne (Autriche) :
  - 5e (défaite contre Lucie Louette)